# Uruará
Uruará est une municipalité brésilienne située dans l'État du Pará.